# Институт по физиология на растенията и генетика
Институтът по физиология на растенията и генетика е научно звено в научно-изследователското направление по биоразнообразие, биоресурси и екология на Българската академия на науките. Институтът е национален изследователски център за фундаментални и приложни проучвания в областта на физиологията, биохимията и генетиката на растенията. Разработва актуални проблеми, свързани с изхранване на населението в условията на задълбочаващите се климатични промени. Създадени са нови сортове и линии икономически важни култури – домати, пипер, слънчоглед, захарна царевица и други с ценни стопански и биологични характеристики: устойчивост към абиотичен и биотичен стрес, подобрени хранителни и вкусови качества и по-висока продуктивност.